# Utsav Gold
Utsav Gold é um canal de televisão por assinatura indiano, voltado ao público hindu na Europa, o canal pertence à Star India; uma subsidiária integral da The Walt Disney Company India. Foi inaugurado em janeiro de 2021, em substituição ao Star Gold.
A programação do canal consiste em produções cinematográficas de Bollywood, com opção de legendas em inglês.